# Izrael Aksenfeld
Izrael Aksenfeld (jid. ‏ישֹראל אַקסענפֿעלד‎ Jisroel Aksenfeld; ur. ok. 1787 w Niemirowie, zm. w 1868 w Paryżu) – pisarz i dramaturg żydowskiego pochodzenia. Twórca dramatów i powieści, jeden z pierwszych pisarzy piszących w języku jidysz. Jego dzieła przeszły do klasyki twórczości spisywanej w tym języku.
Urodził się w Niemirowie w centralnej części dzisiejszej Ukrainy około 1787 roku. Wychowywał się w bogatej rodzinie, w środowisku chasydów i uczył się pod kierownictwem rabina Nachmana z Bracławia (założyciela tzw. Bracławskich Chasydów), przyjaźnił się także z Natanem z Bracławia (znanym również jako rabin Noson). W młodym wieku zawarł zaaranżowany małżeński związek z córką jednego z chasydów bracławskich, co dość szybko skończyło się rozwodem i odejściem Izraela z owej grupy. Przeszedł on do przedstawicieli myśli żydowskiego oświecenia – haskali. Studiował w zakresie: prawa, nauki i literatury. Studiował także język rosyjski i niemiecki. W czasie wojny napoleońskiej 1812 roku, współpracował z Rosjanami (zaopatrując ich), na czym dorobił się majątku. Następnie podróżował po zachodnich ziemiach polskich, aż trafił na tereny wschodnich Niemiec, m.in. do Lipska. Pobyt wśród niemieckich Żydów wzmocnił jego wiarę w haskalę. W 1824 roku, po zawarciu drugiego małżeństwa, osiadł w Odessie. Został prawnikiem, notariuszem i tłumaczem. Jego dom stał się wkrótce ośrodkiem miejskiej, żydowskiej inteligencji. Izrael zaczął pisać w jidysz w latach 20. bądź 30. XIX wieku (był jednym w niewielu pisarzy XIX-wiecznych, którzy pisali w tym języku). Zaczytywał się wówczas w literaturze niemieckiej, rosyjskiej i innej europejskiej twórczości. Zafascynował się zwłaszcza powieścią pikarejską, czyli łotrzykowską (prawdopodobnie jego ulubionym utworem były Przypadki Idziego Blasa Alaina-Renégo Lesage’a) oraz dramatem mieszczańskim (tutaj do ulubionych zalicza się Hamburgische Dramaturgie Gottholda Ephraima Lessinga).
Aksenfeld napisał w tym czasie wiele manuskryptów: dramatów i powieści, jednak ze względu na zakaz publikowania literatury w jidysz w carskiej Rosji (za panowania Mikołaja I, 1825–1855), nie mógł ich wydrukować. Krótko przed zniesieniem zakazu w 1861 roku, udało mu się opublikować względnie krótką powieść Dos szterntichl („Opaska”) w Lipsku, która jest uznawana za pierwszą wydaną powieść w jidysz. W 1862 roku opublikował dramat Der erszter jidiszer rekrut („Pierwszy żydowski żołnierz”), także w Niemczech. W 1864 roku intelektualiści w Odessie obrali za cel publikowanie jego prac. Jednak dla rozgoryczonego i wiekowego już pisarza było za późno. Ostatni rok życia spędził w Paryżu, u syna, który był tam profesorem medycyny. Po jego śmierci w 1868 roku, grupa intelektualistów z Odessy związana z jego środowiskiem twórczym postanowiła dalej starać się publikować jego dzieła. W 1869 roku ktoś o imieniu Sde ogłosił w stronach Kol mewaser („Herold”), że Mojsze Żwif, Aba Feldman i Gedalje Ejnemer zaangażowali się w publikowanie dzieł Aksenfelda. W 1867 roku opublikowano sztukę Man un wajb, szwester un brider („Mąż i żona, siostry i bracia”). Dwie inne: Di genarte welt („Oszukana publika”) i Kabcn-ojszer szpil („Sztuka żebraka-bogacza”) w 1870. A w 1872 roku dodatkowa nowelka Po dwa zające (w tłumaczeniu rosyjskim). Reszta jego manuskryptów została prawdopodobnie zniszczona w czasie pogromu w Odessie w 1871 roku. 
Pisarstwo Aksenfelda ma przynajmniej trzy cechy charakterystyczne, które czynią je czołowym przedstawicielem klasyki literackiej w języku jidysz. Pierwszą z nich jest jego wielki talent odtwarzania idiomatycznej mowy jidysz. Jego największym atutem było wyczulenie na język mówiony, który przedstawiał w dialogach i monologach bohaterów. Drugą cecha charakterystyczną była bogata wiedza o życiu i folklorze Żydów wschodnioeuropejskich (zwłaszcza ukraińskich). Trzecia była umiejętność odważnego przedstawiania ekonomicznych i społecznych warunków życia ówczesnych Żydów.